# Saint-Geneys-près-Saint-Paulien
Saint-Geneys-près-Saint-Paulien é uma comuna francesa na região administrativa de Auvérnia-Ródano-Alpes, no departamento de Alto Loire. Estende-se por uma área de 16,21 km². Em 2010 a comuna tinha 324 habitantes (densidade: 20 hab./km²).